# Diesel Nacional

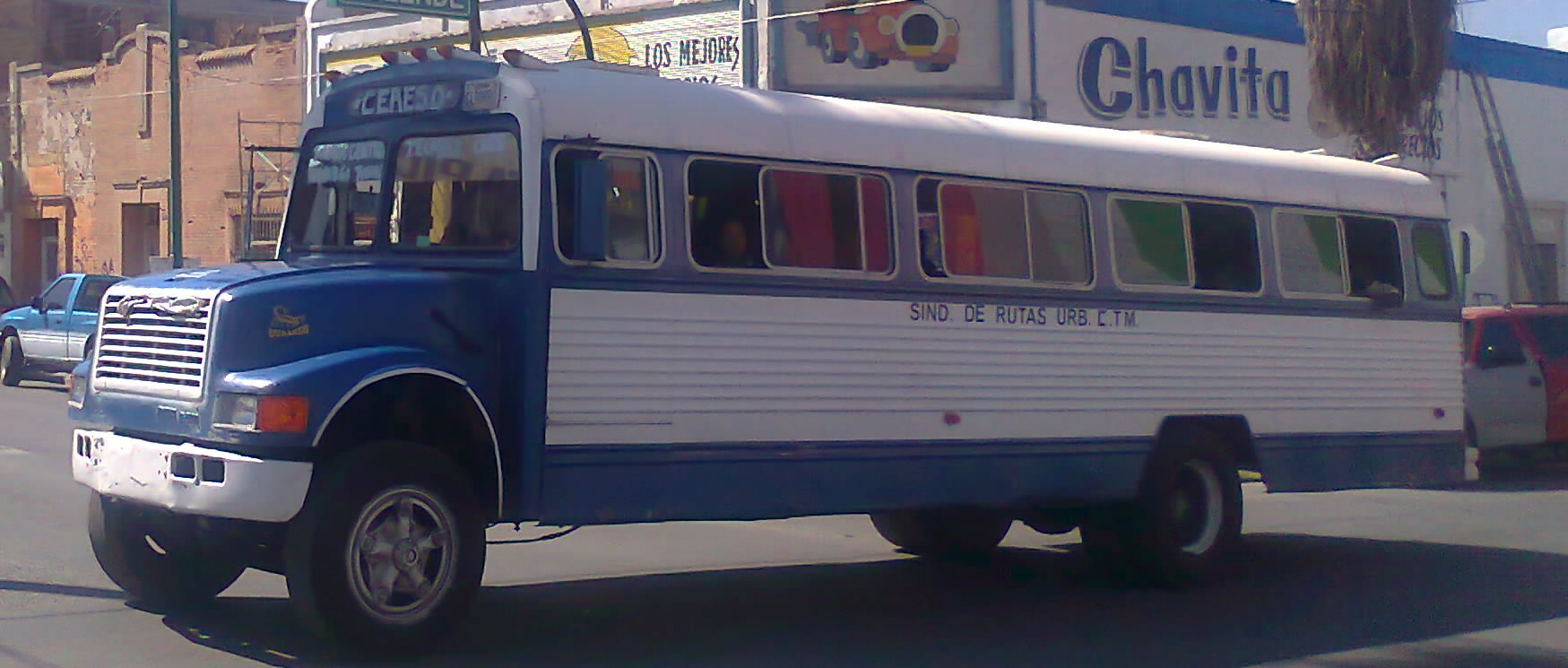
Bus von Diesel Nacional

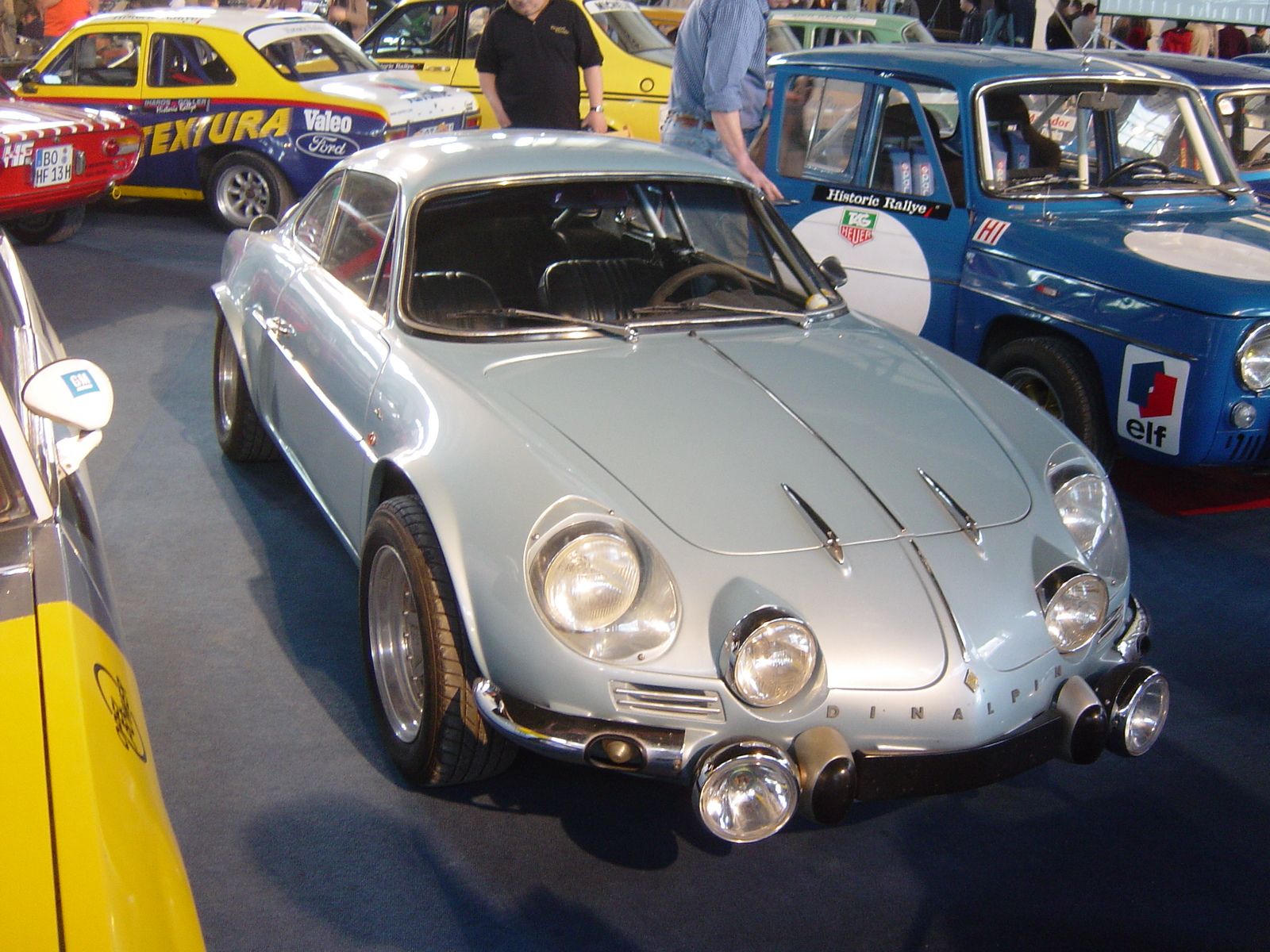
Dinalpin

Diesel Nacional S.A., kurz DINA, ist ein mexikanischer Hersteller von Kraftfahrzeugen, Teil der Grupo Empresarial G, S.A. Das Unternehmen produziert Schwerlast- und Spezial-Lkw, Stadtbusse, gepanzerte Militärfahrzeuge und Überlandbusse. Das Unternehmen wird von der Familie Gomez Flores in Familienbesitz geführt.

## Unternehmensgeschichte
Das Unternehmen wurde 1951 gegründet. 1952 begann die Produktion von Nutzfahrzeugen. Zunächst war Fiat der Partner, später Renault. Eine Zeitlang wurden auch Pkw hergestellt. Ein Modell wurde von 1965 bis 1974 als Dinalpin vermarktet.

## Pkw
Für Renault wurde der Renault Dauphine montiert.
Der Dinalpin entsprach dem Alpine A110.